# Lista över städer i Rheinland-Pfalz
Här listas alla orter i det tyska förbundslandet Rheinland-Pfalz som har eller har haft stadsprivilegier.
| Stad                         | Distrikt (Kreis) 2006 | Stordistrikt (Regierungs- bezirk) 1996 | Stad sedan           | Folk- mängd 2006 |
| ---------------------------- | --------------------- | -------------------------------------- | -------------------- | ---------------- |
| Adenau                       | Ahrweiler             | Koblenz                                | 1952                 | 2.992            |
| Altenkirchen (Westerwald)    | Altenkirchen          | Koblenz                                | 1314                 | 6.743            |
| Alzey                        | Alzey-Worms           | Rheinhessen-Pfalz                      | 1277                 | 18.221           |
| Andernach                    | Mayen-Koblenz         | Koblenz                                | 1400-talet-1794 1857 | 29.416           |
| Annweiler am Trifels         | Südliche Weinstraße   | Rheinhessen-Pfalz                      | 1219                 | 7.436            |
| Bacharach                    | Mainz-Bingen          | Rheinhessen-Pfalz                      | 1356                 | 2.142            |
| Bad Bergzabern               | Südliche Weinstraße   | Rheinhessen-Pfalz                      | 1286                 | 8.101            |
| Bad Breisig                  | Ahrweiler             | Koblenz                                | 1970                 | 8.738            |
| Bad Dürkheim                 | Bad Dürkheim          | Rheinhessen-Pfalz                      | 1359                 | 20.021           |
| Bad Ems                      | Rhein-Lahn-Kreis      | Koblenz                                | 1324                 | 9.598            |
| Bad Hönningen                | Neuwied               | Koblenz                                | 1969                 | 5.766            |
| Bad Kreuznach                | Bad Kreuznach         | Koblenz                                | ~ 1235               | 43.757           |
| Bad Marienberg               | Westerwaldkreis       | Koblenz                                | 1939                 | 5.874            |
| Bad Münster-Ebernburg        | Bad Kreuznach         | Koblenz                                | 1978                 | 3.885            |
| Bad Neuenahr-Ahrweiler       | Ahrweiler             | Koblenz                                | 1969                 | 27.535           |
| Bad Sobernheim               | Bad Kreuznach         | Koblenz                                | 1292                 | 6.440            |
| Baumholder                   | Birkenfeld            | Koblenz                                | 1845                 | 4.081            |
| Bendorf                      | Mayen-Koblenz         | Koblenz                                | 1843                 | 17.451           |
| Bernkastel-Kues              | Bernkastel-Wittlich   | Trier                                  | 1905                 | 6.921            |
| Betzdorf                     | Altenkirchen          | Koblenz                                | 1953                 | 10.877           |
| Bingen am Rhein              | Mainz-Bingen          | Rheinhessen-Pfalz                      | 1100-talet           | 26.167           |
| Birkenfeld                   | Birkenfeld            | Koblenz                                | 1332                 | 7.031            |
| Bitburg                      | Bitburg-Prüm          | Trier                                  | 1262                 | 14.112           |
| Boppard                      | Rhein-Hunsrück-Kreis  | Koblenz                                | 1217                 | 16.812           |
| Braubach                     | Rhein-Lahn-Kreis      | Koblenz                                | 1276                 | 3.237            |
| Cochem                       | Cochem-Zell           | Koblenz                                | 1332                 | 5.211            |
| Dahn                         | Südwestpfalz          | Rheinhessen-Pfalz                      | 1963                 | 5.022            |
| Daun                         | Daun                  | Trier                                  | 1340-1352 1951       | 8.514            |
| Deidesheim                   | Bad Dürkheim          | Rheinhessen-Pfalz                      | 1395                 | 3.717            |
| Dierdorf                     | Neuwied               | Koblenz                                | 1346                 | 5.845            |
| Diez                         | Rhein-Lahn-Kreis      | Koblenz                                | 1329                 | 10.000           |
| Edenkoben                    | Südliche Weinstraße   | Rheinhessen-Pfalz                      | 1818                 | 6.732            |
| Eisenberg (Pfalz)            | Donnersbergkreis      | Rheinhessen-Pfalz                      | 1963                 | 9.918            |
| Frankenthal                  | -                     | Rheinhessen-Pfalz                      | 1573                 | 47.368           |
| Freinsheim                   | Bad Dürkheim          | Rheinhessen-Pfalz                      | 1471                 | 4.957            |
| Gau-Algesheim                | Mainz-Bingen          | Rheinhessen-Pfalz                      | 1355                 | 6.461            |
| Germersheim                  | Germersheim           | Rheinhessen-Pfalz                      | 1276                 | 20.134           |
| Gerolstein                   | Daun                  | Trier                                  | 1336-1855 1953-      | 8.430            |
| Grünstadt                    | Bad Dürkheim          | Rheinhessen-Pfalz                      | 1556                 | 13.046           |
| Hachenburg                   | Westerwaldkreis       | Koblenz                                | 1314                 | 6.134            |
| Hagenbach                    | Germersheim           | Rheinhessen-Pfalz                      | 1281- ? 2006         | 5.527            |
| Herdorf                      | Altenkirchen          | Koblenz                                | 1981                 | 7.267            |
| Hermeskeil                   | Trier-Saarburg        | Trier                                  | 1970                 | 5.878            |
| Hillesheim                   | Daun                  | Trier                                  | före 1376- 1993      | 3.202            |
| Höhr-Grenzhausen             | Westerwaldkreis       | Koblenz                                | 1936                 | 9.804            |
| Hornbach                     | Südwestpfalz          | Rheinhessen-Pfalz                      | före 1237            | 1.663            |
| Idar-Oberstein               | Birkenfeld            | Koblenz                                | 1933                 | 32.254           |
| Ingelheim                    | Mainz-Bingen          | Rheinhessen-Pfalz                      | 1939                 | 24.648           |
| Kaisersesch                  | Cochem-Zell           | Koblenz                                | 1321                 | 2.826            |
| Kaiserslautern               | -                     | Rheinhessen-Pfalz                      | 1276                 | 98.470           |
| Kandel                       | Germersheim           | Rheinhessen-Pfalz                      | 1937                 | 8.377            |
| Kastellaun                   | Rhein-Hunsrück-Kreis  | Koblenz                                | 1305- ? 1969         | 5.342            |
| Katzenelnbogen               | Rhein-Lahn-Kreis      | Koblenz                                | 1312-1866 1962       | 2.195            |
| Kaub                         | Rhein-Lahn-Kreis      | Koblenz                                | 1324                 | 1.100            |
| Kirchberg (Hunsrück)         | Rhein-Hunsrück-Kreis  | Koblenz                                | 1259                 | 3.819            |
| Kirchen                      | Altenkirchen          | Koblenz                                | 2004                 | 9.502            |
| Kirchheimbolanden            | Donnersbergkreis      | Rheinhessen-Pfalz                      | 1368                 | 7.984            |
| Kirn                         | Bad Kreuznach         | Koblenz                                | 1857                 | 9.500            |
| Koblenz                      | -                     | Koblenz                                | 800-talet            | 106.655          |
| Konz                         | Trier-Saarburg        | Trier                                  | 1959                 | 17.565           |
| Kusel                        | Kusel                 | Rheinhessen-Pfalz                      | 1347                 | 6.150            |
| Kyllburg                     | Bitburg-Prüm          | Trier                                  | 1332-1855 1956-      | 1.178            |
| Lahnstein                    | Rhein-Lahn-Kreis      | Koblenz                                | 1969                 | 18.439           |
| Lambrecht                    | Bad Dürkheim          | Rheinhessen-Pfalz                      | 1887                 | 4.380            |
| Landau in der Pfalz          | -                     | Rheinhessen-Pfalz                      | 1268                 | 41.950           |
| Landstuhl                    | Kaiserslautern        | Rheinhessen-Pfalz                      | 1326                 | 9.242            |
| Lauterecken                  | Kusel                 | Rheinhessen-Pfalz                      | 1384                 | 2.377            |
| Linz am Rhein                | Neuwied               | Koblenz                                | 1321                 | 6.090            |
| Ludwigshafen                 | -                     | Rheinhessen-Pfalz                      | 1859                 | 163.574          |
| Mainz                        | -                     | Rheinhessen-Pfalz                      | ~297                 | 193.955          |
| Manderscheid                 | Bernkastel-Wittlich   | Trier                                  | 1332                 | 1.328            |
| Mayen                        | Mayen-Koblenz         | Koblenz                                | 1291                 | 19.428           |
| Meisenheim                   | Bad Kreuznach         | Koblenz                                | 1315                 | 3.420            |
| Mendig                       | Mayen-Koblenz         | Koblenz                                | 1969                 | 8.721            |
| Montabaur                    | Westerwaldkreis       | Koblenz                                | 1291                 | 13.551           |
| Mülheim-Kärlich              | Mayen-Koblenz         | Koblenz                                | 1996                 | 10.416           |
| Münstermaifeld               | Mayen-Koblenz         | Koblenz                                | 1298                 | 3.519            |
| Nassau                       | Rhein-Lahn-Kreis      | Koblenz                                | 1348                 | 5.209            |
| Nastätten                    | Rhein-Lahn-Kreis      | Koblenz                                | 1817                 | 4.267            |
| Neuerburg                    | Bitburg-Prüm          | Trier                                  | 1332                 | 1.829            |
| Neustadt an der Weinstrasse  | -                     | Rheinhessen-Pfalz                      | 1275                 | 53.695           |
| Neuwied                      | Neuwied               | Koblenz                                | 1653                 | 66.455           |
| Obermoschel                  | Donnersbergkreis      | Rheinhessen-Pfalz                      | 1349-1814 1849       | 1.219            |
| Oberwesel                    | Rhein-Hunsrück-Kreis  | Koblenz                                | 1216                 | 3.201            |
| Oppenheim                    | Mainz-Bingen          | Rheinhessen-Pfalz                      | 1225                 | 7.136            |
| Osthofen                     | Alzey-Worms           | Rheinhessen-Pfalz                      | 1970                 | 8.762            |
| Otterberg                    | Kaiserslautern        | Rheinhessen-Pfalz                      | 1581                 | 5.118            |
| Pirmasens                    | -                     | Rheinhessen-Pfalz                      | 1763                 | 43.232           |
| Polch                        | Mayen-Koblenz         | Koblenz                                | 1987                 | 6.607            |
| Prüm                         | Bitburg-Prüm          | Trier                                  | 1222-1789 1856       | 6.031            |
| Ramstein-Miesenbach          | Kaiserslautern        | Rheinhessen-Pfalz                      | 1991                 | 8.170            |
| Ransbach-Baumbach            | Westerwaldkreis       | Koblenz                                | 1975                 | 7.222            |
| Remagen                      | Ahrweiler             | Koblenz                                | 1357                 | 16.983           |
| Rennerod                     | Westerwaldkreis       | Koblenz                                | 1971                 | 3.904            |
| Rhens                        | Mayen-Koblenz         | Koblenz                                | 1419-1829 1984       | 3.014            |
| Rockenhausen                 | Donnersbergkreis      | Rheinhessen-Pfalz                      | 1322                 | 5.888            |
| Rodalben                     | Südwestpfalz          | Rheinhessen-Pfalz                      | 1963                 | 8.076            |
| Saarburg                     | Trier-Saarburg        | Trier                                  | 1291                 | 6.185            |
| Sankt Goar                   | Rhein-Hunsrück-Kreis  | Koblenz                                | 1264                 | 4.024            |
| Sankt Goarshausen            | Rhein-Lahn-Kreis      | Koblenz                                | 1324                 | 1.585            |
| Schifferstadt                | Rhein-Pfalz-Kreis     | Rheinhessen-Pfalz                      | 1950                 | 19.473           |
| Schweich                     | Trier-Saarburg        | Trier                                  | 1984                 | 6.477            |
| Selters                      | Westerwaldkreis       | Koblenz                                | 2000                 | 2.909            |
| Simmern/Hunsrück             | Rhein-Hunsrück-Kreis  | Koblenz                                | 1330                 | 7.958            |
| Sinzig                       | Ahrweiler             | Koblenz                                | 1270                 | 17.774           |
| Speyer                       | -                     | Rheinhessen-Pfalz                      | 500-talet            | 50.501           |
| Stromberg                    | Bad Kreuznach         | Koblenz                                | 1200-talet           | 3.045            |
| Traben-Trarbach              | Bernkastel-Wittlich   | Trier                                  | 1904                 | 5.956            |
| Trier                        | -                     | Trier                                  | ~50                  | 99.843           |
| Unkel                        | Neuwied               | Koblenz                                | 1578-1815 1952       | 5.299            |
| Vallendar                    | Mayen-Koblenz         | Koblenz                                | 1856                 | 8.814            |
| Wachenheim an der Weinstraße | Bad Dürkheim          | Rheinhessen-Pfalz                      | 1341                 | 4.507            |
| Weißenthurm                  | Mayen-Koblenz         | Koblenz                                | 1966                 | 7.803            |
| Westerburg                   | Westerwaldkreis       | Koblenz                                | 1292                 | 5.869            |
| Wirges                       | Westerwaldkreis       | Koblenz                                | 1975                 | 5.204            |
| Wissen                       | Altenkirchen          | Koblenz                                | 1969                 | 8.658            |
| Wittlich                     | Bernkastel-Wittlich   | Trier                                  | 1291                 | 19.027           |
| Wolfstein                    | Kusel                 | Rheinhessen-Pfalz                      | 1275                 | 2.110            |
| Worms                        | -                     | Rheinhessen-Pfalz                      | -50                  | 81.545           |
| Wörth am Rhein               | Germersheim           | Rheinhessen-Pfalz                      | 1977                 | 17.500           |
| Zell (Mosel)                 | Cochem-Zell           | Koblenz                                | 1332                 | 4.500            |
| Zweibrücken                  | -                     | Rheinhessen-Pfalz                      | 1352                 | 35.290           |

## Lista över tidigare städer i Rheinland-Pfalz
| Stad              | Distrikt (Kreis) 2006 | Stordistrikt (Regierungs- bezirk) 1996 | Stad sedan - till   | Folk- mängd 2006 | Anmärkning                                 |
| ----------------- | --------------------- | -------------------------------------- | ------------------- | ---------------- | ------------------------------------------ |
| Ahrweiler         | Ahrweiler             | Koblenz                                | ~1248-1969          | ~8.500           | blev del av Bad Neuenahr-Ahrweiler         |
| Altenbamberg      | Bad Kreuznach         | Koblenz                                | 1230-               | 793              | blev kommun                                |
| Armsheim          | Alzey-Worms           | Rheinhessen-Pfalz                      | 1349-1470           | 2.648            | blev kommun                                |
| Bad Neuenahr      | Ahrweiler             | Koblenz                                | 1951-1969           | ~8.500           | blev del av Bad Neuenahr-Ahrweiler         |
| Bernkastel        | Bernkastel-Wittlich   | Trier                                  | 1291-1905           |                  | blev del av Bernkastel-Kues                |
| Billigheim        | Südliche Weinstraße   | Rheinhessen-Pfalz                      | 1450-               |                  | blevkommun och del av Billigheim-Ingenheim |
| Bosselstein       | Birkenfeld            | Koblenz                                | 1346-~1600          | 0                | blev del av Oberstein                      |
| Dannenfels        | Donnersbergkreis      | Rheinhessen-Pfalz                      | 1331-               | 957              | blev kommun                                |
| Dausenau          | Rhein-Lahn-Kreis      | Koblenz                                | 1348-               | 1.384            | blev kommun                                |
| Dirmstein         | Bad Dürkheim          | Rheinhessen-Pfalz                      | 1780-1801           | 3.030            | blev kommun                                |
| Ediger            | Cochem-Zell           | Koblenz                                | 1363                |                  | blev del av kommun Ediger-Eller            |
| Ehrang            | -                     | Trier                                  | 1346-1673           |                  | blev del av Ehrang-Pfalzel                 |
| Ehrang-Pfalzel    | -                     | Trier                                  | 1968-1969           |                  | blev del av Trier                          |
| Engers            | Neuwied               | Koblenz                                | 1357-1856 1957-1969 | 5.525            | blev del av Neuwied                        |
| Gau-Odernheim     | Alzey-Worms           | Rheinhessen-Pfalz                      | 1471-               | 3.776            | blev kommun                                |
| Godramstein       | -                     | Rheinhessen-Pfalz                      | 1285-               | ~3.500           | blev del av Landau in der Pfalz            |
| Göllheim          | Donnersbergkreis      | Rheinhessen-Pfalz                      | före 1400-          | 3.737            | blev kommun                                |
| Grumbach          | Kusel                 | Rheinhessen-Pfalz                      | 1330-               | 555              | blev kommun                                |
| Idar              | Birkenfeld            | Koblenz                                | 1865-1933           |                  | blev del av Idar-Oberstein                 |
| Jockgrim          | Germersheim           | Rheinhessen-Pfalz                      | 1346-1378           | 6.925            | blev kommun                                |
| Klotten           | Cochem-Zell           | Koblenz                                | 1332                | 1.516            | blev kommun                                |
| Koppenstein       | Rhein-Hunsrück-Kreis  | Koblenz                                | 1330-               | 0                | blev del av kommun Gemünden                |
| Lambsheim         | Rhein-Pfalz-Kreis     | Rheinhessen-Pfalz                      | 1323-1821           | 6.110            | blev kommun                                |
| Laumersheim       | Bad Dürkheim          | Rheinhessen-Pfalz                      | 1364-1422           | 884              | blev kommun                                |
| Liebenscheid      | Westerwaldkreis       | Koblenz                                | 1360-               | 940              | blev kommun                                |
| Martinstein       | Bad Kreuznach         | Koblenz                                | 1344-               | 332              | blev kommun                                |
| Monzingen         | Bad Kreuznach         | Koblenz                                | 1355-               | 1.820            | blev kommun                                |
| Neu-Bamberg       | Bad Kreuznach         | Koblenz                                | 1320-               | 965              | blev kommun                                |
| Niederlahnstein   | Rhein-Lahn-Kreis      | Koblenz                                | 1885-1969           |                  | blev del av Lahnstein                      |
| Niedermendig      | Mayen-Koblenz         | Koblenz                                | 1950-1969           |                  | blev del av Mendig                         |
| Oberlahnstein     | Rhein-Lahn-Kreis      | Koblenz                                | 1324-1969           |                  | blev del av Lahnstein                      |
| Oberstein         | Birkenfeld            | Koblenz                                | 1865-1933           |                  | blev del av Idar-Oberstein                 |
| Odernheim am Glan | Bad Kreuznach         | Koblenz                                | 1349-               | 1.900            | blev kommun                                |
| Offenbach (Kusel) | Kusel                 | Rheinhessen-Pfalz                      | 1330-               |                  | blev kommun och del av Offenbach-Hundheim  |
| Oggersheim        | -                     | Rheinhessen-Pfalz                      | 1929-1938           | ~22.000          | blev del av Ludwigshafen                   |
| Oppau-Edigheim    | -                     | Rheinhessen-Pfalz                      | 1929-1938           |                  | blev del av Ludwigshafen                   |
| Pfalzel           | -                     | Trier                                  | 1346-1968           | ~4.000           | blev del av Trier                          |
| Pfeddersheim      | -                     | Rheinhessen-Pfalz                      | 1308-1874 1954-1969 | 7.414            | blev del av Worms                          |
| Scheuern          | Rhein-Lahn-Kreis      | Koblenz                                | 1348-               |                  | blev del av Nassau                         |
| Trarbach          | Bernkastel-Wittlich   | Trier                                  | 1856-1903           |                  | blev del av Traben-Trarbach                |
| Waxweiler         | Bitburg-Prüm          | Trier                                  | 1414-               | 1.119            | blev kommun                                |
| Weisel            | Rhein-Lahn-Kreis      | Koblenz                                | 1324-1372           | 1.163            | blev kommun                                |
| Welschbillig      | Trier-Saarburg        | Trier                                  | 1291-               | 2.485            | blev kommun                                |
| Winterburg        | Bad Kreuznach         | Koblenz                                | 1331                | 216              | blev del av Bad Sobernheim                 |